# Wrona (Wzgórza Bielawskie)
Wrona (458 m n.p.m.) – wzniesienie w południowo-zachodniej Polsce, w południowej  części Wzgórz Niemczańsko-Strzelińskich, na Wzgórzach Bielawskich
Wzniesienie położone jest w południowo-środkowej części Przedgórza Sudeckiego w środkowej części Wzgórz Bielawskich, około 3,4 km na południowy wschód od centrum Bielawy.
Wrona jest najwyższym wzniesieniem Wzgórz Niemczańsko-Strzelińskich górującym od północno-wschodniej strony nad miejscowością Józefówek. Wyrasta na Wzgórzach Bielawskich w kształcie niewielkiej kopuły, z łagodnymi zboczami w niewielkiej odległości od bliźniaczego o tej samej wysokości wzniesienia Orzeł, położonego po południowo-wschodniej stronie, od którego oddzielona jest niewielkim siodłem. Wzgórze ma postać małego grzbietu o przebiegu NW-SE o prawie równej linii szczytowej. Powierzchnia jest tak wyrównana, że najwyższy punkt wzniesienia jest trudno rozpoznawalny.
Podłoże wzniesienia tworzą gnejsy. Szczyt i zbocza wzniesienia pokrywa warstwa młodszych osadów glin, żwirów, piasków i lessów okresu zlodowacenia plejstoceńskiego lub osadami powstałymi w chłodnym, peryglacjalnym klimacie. Całe wzniesienie oraz częściowo zbocza  porasta las liściasty z niewielką domieszką  drzew iglastych. Pozostałą część zboczy  wzniesienia zajmują pola uprawne i łąki. Ciągi drzew i krzaków rosnące na zboczach wyznaczają dawne miedze i polne drogi. U podnóża wzniesienia, po południowej stronie, położona jest rozciągnięta, wieś Ostroszowice. Położenie wzniesienia, kształt i płaska część szczytowa, czynią wzniesienie rozpoznawalnym w terenie. Na południowo-zachodnim zboczu kilka metrów poniżej linii szczytowej  występuje grupa bloków skalnych, dochodzących do kilku metrów wysokości.
Wzniesienie zaliczane jest do Korony Sudetów Polskich.
Turystyka
- Najwyższy punkt wzniesienia jest trudny do odnalezienia i znajduje się po południowo-wschodniej stronie około 400 metrów od drogi lokalnej prowadzącej z Myśliszowa do Ostroszowic.
- Na szczyt wzniesienia nie prowadzą szlaki turystyczne. Na szczyt wzniesienia można dojść ścieżką odchodzącą od żółtego szlaku turystycznego prowadzącego z Piławy Górnej do Bielawy